# Richard Onslow, 1. Baron Onslow

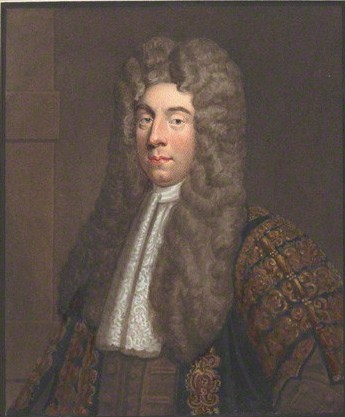
Richard Onslow, 1. Baron Onslow

Richard Onslow, 1. Baron Onslow, PC (* 23. Juni 1654 Cranleigh; † 5. Dezember 1717 Soho Square, Westminster, London) war ein englisch-britischer Adliger und Politiker.

## Leben

### Familie und Titel
Onslow war as ältestes von vier Kindern der Erbe des Politikers Sir Arthur Onslow, 1. Baronet und dessen zweiter Frau Mary Foot. Er wurde am 9. Juli 1654 getauft. Schon sein Großvater mütterlicherseits, Sir Thomas Foot, 1. Baronet war 1649 zum Lord Mayor of London gewählt worden. Sein ein Jahr jüngerer Bruder Foot Onslow gehörte ab 1688 als Abgeordneter für Guildford dem House of Commons an. Onslow heiratete am 31. August 1676 in der St. Dionis Backchurch Elizabeth Tulse, Tochter von Sir Henry Tulse. Mit ihr hatte er zwei Töchter und einen Sohn. Die Familie seiner Frau besaß um 1650, zur Zeit des Commonwealth of England, Ländereien im Bereich des heutigen Londoner Stadtteils Tulse Hill, dessen Namen sich hieraus ableitet. Elizabeth beging Ende 1718 Suizid, nachdem sie zuvor längere Zeit an Depressionen gelitten hatte. 1688 beerbte Onslow seinen Vater als 2. Baronet, of West Clandon. Am 19. Juni 1716 wurde er zudem mit dem erblichen Titel des Baron Onslow, of Onslow in the County of Salop and of Clandon in the County of Surrey, zum Peer erhoben. Als er ein Jahr später an Fieber starb gingen beide Titel auf seinen Sohn Thomas Onslow über.

### Werdegang
Seine Ausbildung erhielt Onslow ab dem 7. Juni 1671 an der St Edmund Hall der Universität Oxford. 1674 wurde er Mitglied am Inner Temple, ohne dort jedoch als Anwalt zugelassen zu sein. Seine politische Karriere begann Onslow 1678 als Mitglied des House of Commons, dem er bis 1687 als Abgeordneter für das Borough Guildford angehörte. 1688 bis 1710 war er als Knight of the Shire Abgeordneter für das County Surrey. In dieser Zeit leistete er auch Militärdienst bei der Royal Navy, wo er zum Captain befördert wurde. Zwischen 1710 und 1713 war er Abgeordneter für das Borough St Mawes, bevor er von 1713 bis 1715 wieder Abgeordneter für Surrey war. Neben seiner Tätigkeit als Abgeordneter war Onslow von 1690 bis 1693 Bevollmächtigter des Lord High Admiral of England. Im Jahr 1700 wurde er für das Amt des Sprechers des House of Commons nominiert, verlor die Abstimmung jedoch gegen Robert Harley. Dafür wurde er 1701 zum High Steward von Guildford ernannt. 1708 errang er schließlich doch das Amt des Sprechers im House of Commons, welches er bis 1710 innehatte. Durch seine pedantische Amtsführung machte er sich jedoch bei vielen Parlamentariern unbeliebt. 1709 trat er als Direktor in die Levant Company ein. Im Juni des darauffolgenden Jahres ernannte ihn Königin Anne zum Kronrat, ein Amt, das er auch unter Anns Nachfolger Georg I. innehatte. Dieser ernannte ihn 1714 auch zum Schatzkanzler. Dieses Amt bekleidete Onslow jedoch nur ein Jahr, bevor er zum Teller of the Exchequer auf Lebenszeit berufen wurde. Ab 1716, bis zu seinem Tod, diente er als Lord Lieutenant von Surrey.